# Anarchy (album Lila Tracy’ego)
Anarchy – debiutancki album studyjny amerykańskiego piosenkarza i rapera Lila Tracy’ego, wydany 20 września 2019 r. przez TORESHI, LLC oraz dystrybuowany przez Caroline. Album to kontynuacja projektu Sinner; EP z 2018 roku. Za produkcję utworów odpowiadają producenci: 6houl, Callari, Donnie Blaze, EQMadeIt, FadedBlackid, John Luther, Leesta, Lukrative, Nadir, Roy Major i Skress.

## Tło
Album wspierały 2 single; „Bad For You”, wydany 29 sierpnia 2019 r, oraz „Beautiful Nightmare”, wydany 18 września. Teledyski do utworów zostały opublikowane kolejno 13 września i 4 grudnia. Tracy ogłosił na Twitterze, że Anarchy jest zadedykowane jego zmarłemu przyjacielowi i piosenkarzowi Lil Peepowi. 4 października odbyła się impreza z okazji wydania albumu w Los Angeles. Lista utworów została zaktualizowana 10 października 2019 r. i zawiera utwór „I Love My Fans”, który znalazł się na liście utworów na tylnej okładce, ale początkowo nie był uwzględniony w wydaniu. 20 lutego 2020 r. ukazał się teledysk do utworu „Shame”.

## Sprzedaż
Album sprzedał się w ilości okołu 5 tysięcy sztuk w pierwszym tygodniu. Anarchy uzyskało dobre oceny słuchaczy i krytyków.  Krążek został też wydany na winylu w ilości 666 sztuk oraz na kasecie. Projekt został odsłuchany w dziesiątkach milionów razy w serwisach streamingowych i na YouTube. 

## Opis
Nicolaus Li z magazynu HYPEBEAST stwierdził że; „Dedykowany Lil Peepowi, ośmiościeżkowy album ukazuje, że SoundCloudowy raper skłania się w kierunku bardziej postpunkowego brzmienia, dotykając tematów złamanego serca, samotności, ceny sławy i nie tylko. Studyjny projekt Tracy’ego jest zakotwiczony przez dwa główne single z innymi godnymi uwagi utworami takimi jak: „Ghost”, „Shame” i „Halo”. Wychodząc poza tradycyjne społeczne poczucie anarchii, Tracy starał się wyrazić wewnętrzne zamieszanie, które bez wątpienia jest napędzane przez odejście współpracownika i przyjaciela Lil Peepa, do którego odnosi się cały album.”

## Lista utworów
Opracowano na podstawie materiału źródłowego.
1. „Alone In My Castle” – 2:31
2. „Bad For You” – 1:58
3. „Shame” – 3:08
4. „Rich Dropout” – 2:12
5. „Halo” – 2:22
6. „I Love My Fans” – 3:29
7. „Beautiful Nightmare” – 3:05
8. „Tight Rope" – 4:05
9. „Ghost” – 2:12